# سیارک ۱۶۰۷۷
سیارک ۱۶۰۷۷ (به انگلیسی: 16077 Arayhamilton، نامگذاری:1999RK157) شانزده هزار و هفتاد و هفتمین سیارک کشف شده‌است که در ۹ سپتامبر ۱۹۹۹ کشف شد.
قدر مطلق سیارک برابر ۱۴٫۴ است.